# Mörkauer Kapelle

Mörkauer Kapelle (um 1910)

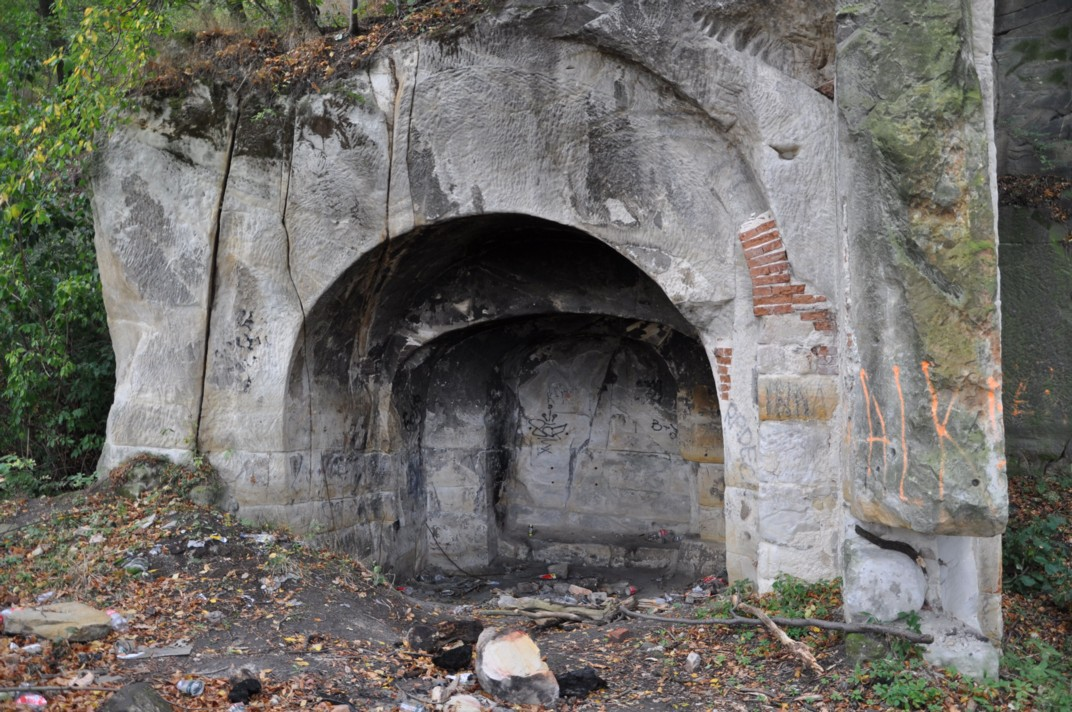
Ruine der Kapelle (2012)

Als Mörkauer Kapelle, eigentlich Kapelle Mariä Heimsuchung (tschech. Kaple navštívení Matky Boží) wird eine heute verfallene Kapelle bei Mírkov (Mörkau) im Böhmischen Mittelgebirge in Tschechien bezeichnet. Das zum Teil aus dem gewachsenen Felsen gehauene sakrale Bauwerk („Sandsteinkapelle“) war einst ein bedeutender Wallfahrtsort.

## Geschichte
Am Ort der späteren Kapelle bestand schon um 1800 eine Einsiedelei. Erasmus Rösler aus Mosern schuf im weichen Sandstein eine Höhlung, in der er eine Marienstatue aufstellte. Anstelle der Einsiedelei entstand 1858/59 eine Kapelle im neoromanischen Stil, die von der örtlichen Bevölkerung finanziert und errichtet wurde. Sie wurde im Jahr 1864 geweiht.
Alljährlich fand am Sonntag nach Mariä Heimsuchung (2. Juli) das Mörkauer Fest statt, zu dem eine Wallfahrt stattfand. Um einen kleinen Festplatz zu erhalten, wurde in den Jahren 1864/65 der Felsen rechts neben der Kapelle beseitigt. Im Jahr 1885 wurde die Kapelle für 400 Gulden ö. W. renoviert.
Nach der Vertreibung der angestammten deutschsprachigen Bevölkerung in den Jahren 1945/46 verfiel die Kapelle. In den 1970er Jahren wurde sie abgetragen. Heute erinnert nur noch der aus dem Felsen gehauene Altarraum an das Bauwerk. Die Anlage befindet sich unmittelbar an der Verbindungsstraße von Neštěmice nach Mírkov.
Im Jahr 2017 wurde an den Steinbruchwänden um die frühere Mörkauer Kapelle der Klettersteig „Poustevna“ eingerichtet.